# Heinrich Loges
Heinrich Loges (* 20. November 1843; † 29. Oktober 1885 in Hannover) war ein deutscher Buchhändler, Sozialdemokrat, Zeitschriften-Redakteur und -Herausgeber und zur Zeit der Sozialistengesetze „Mitarbeiter im illegalen Vertriebssystem“ der Zeitschrift Der Sozialdemokrat.

## Leben und Wirken

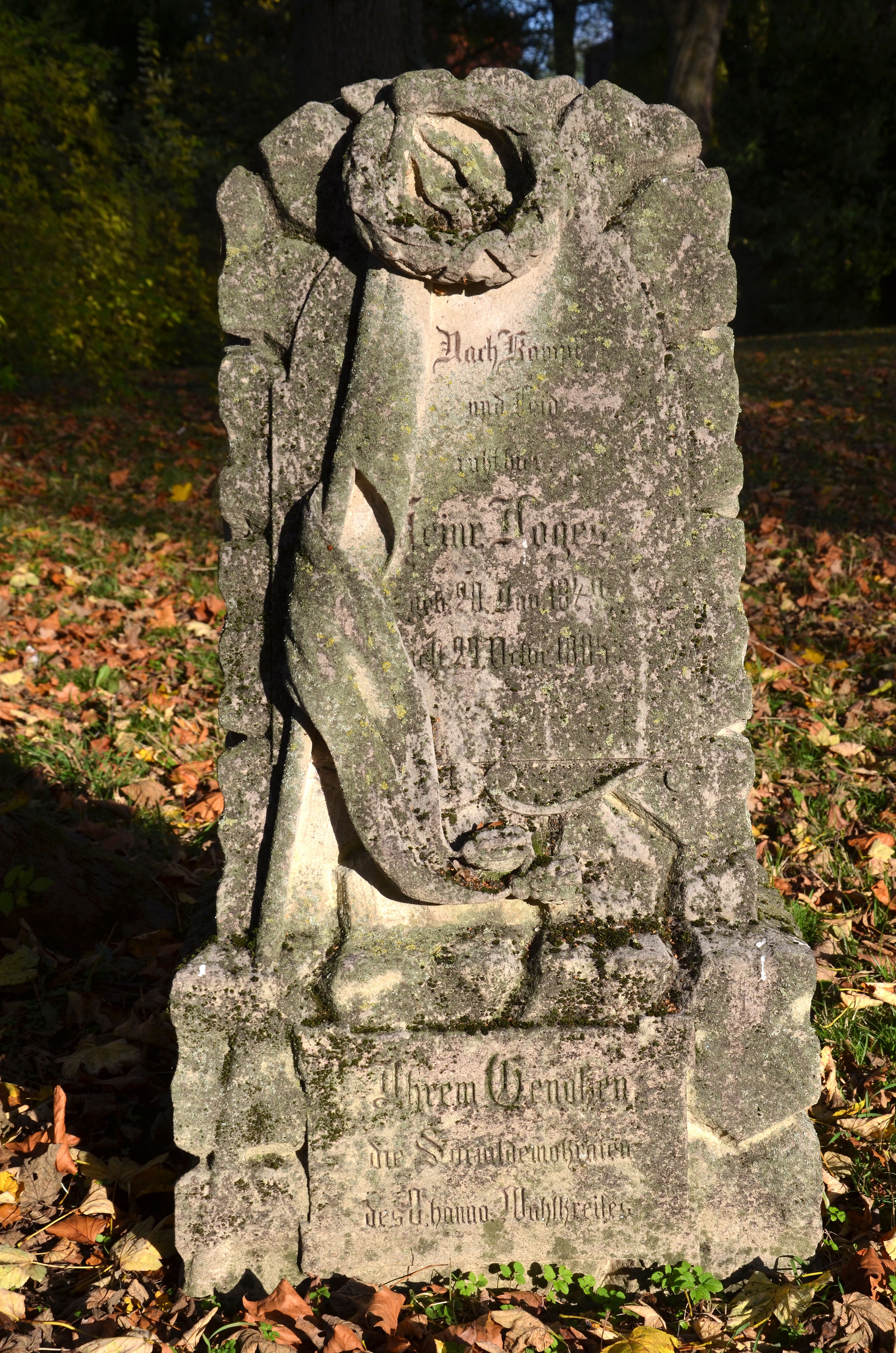
Grabstein auf dem Lindener Bergfriedhof, u. a. mit einer Inschrift der Genossen aus dem „8. hannoverschen Wahlkreis“

Geboren noch zur Zeit des Königreichs Hannover arbeitete Heinrich Loges als selbständiger Buchhändler in Hannover. Nach der Ausrufung des Deutschen Kaiserreichs wohnte Loges in der Deisterstraße 29 in Linden, wo er zur Zeit der Sozialistenverfolgung illegal die Zeitschrift Der Sozialdemokrat mit vertrieb.
Zugleich war Heinrich Loges jedoch auch Redakteur und Herausgeber der von den Lindener Sozialdemokraten herausgegebenen Zeitschrift Haus und Welt.
Als Loges 1885 starb – im selben Jahr hatte Linden, das ehemals „größte Dorf Preußens“, die Stadtrechte erhalten und war längst zur Industriestadt aufgestiegen – nahmen laut einem Bericht des seinerzeitigen Polizeipräsidenten rund 4500 Sozialdemokraten an der Beerdigung auf dem Lindener Bergfriedhof teil. Zugleich hatte der Polizeipräsident aber auch angeordnet, dass „bei der Beisetzung keine Reden gehalten werden“ dürfen.
Aus Solidarität setzten die Lindener, laut der Grabstein-Inschrift speziell die „Sozialdemokraten des 8. hannoverschen Wahlkreises“, ihrem Genossen später einen besonderen Stein nahe dem Küchengartenpavillon. Der Stein zeigt unter anderem ein Relief mit einer Fahne und einem Kreuz.